# Campionat Àrab de Clubs de futbol
El Campionat Àrab de Clubs de futbol (en àrab دوري أبطال العرب) és la màxima competició futbolística per a clubs pertanyent als Països àrabs, inspirada a les competicions com la Lliga de Campions de la UEFA.

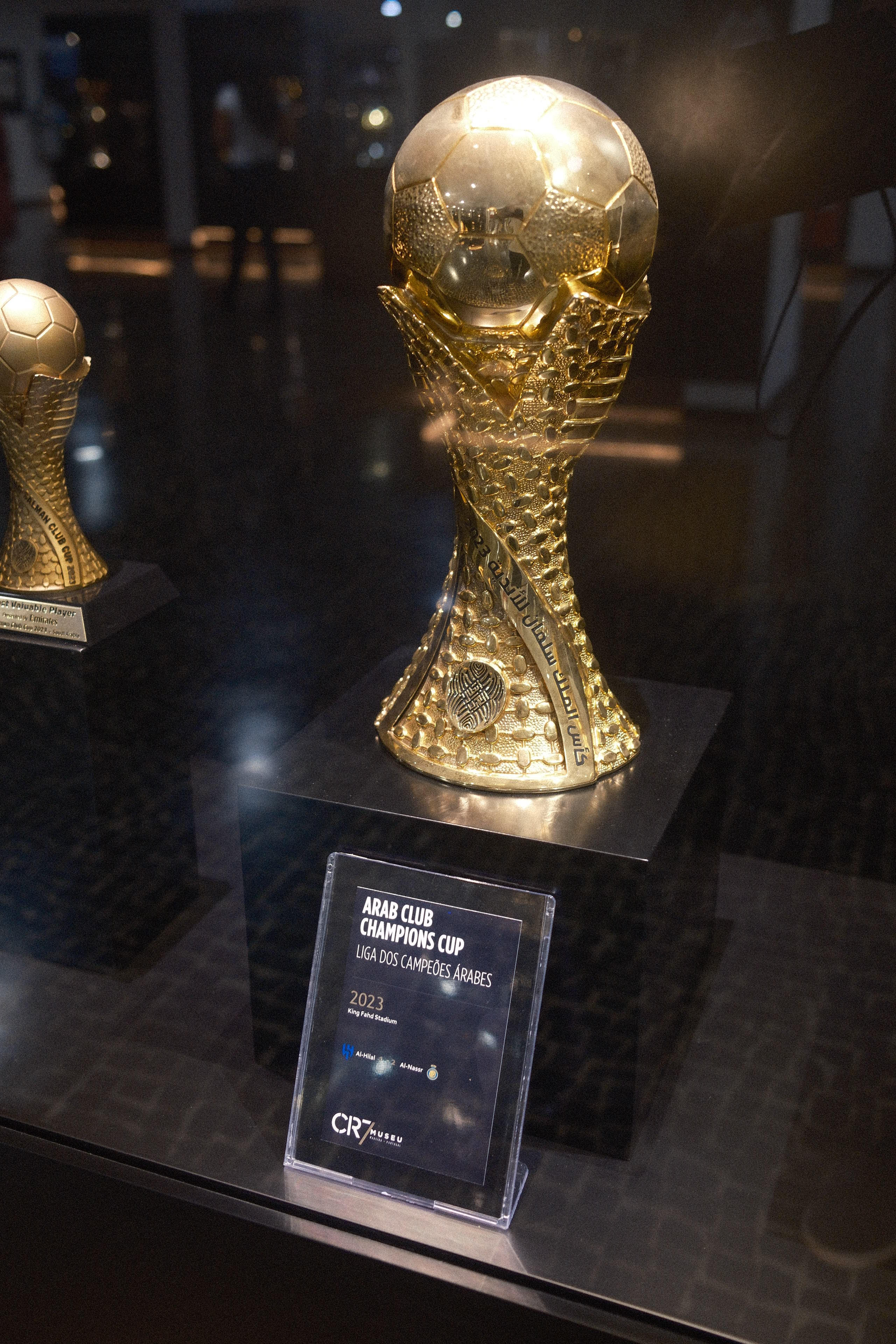
Trofeu de la Copa de Campions Àrab de Clubs 2023.

Fou coneguda com a Copa de clubs campions àrabs entre l'any de la seva creació, el 1982 i el 2001, any en què es fusionà amb la Recopa aràbiga de futbol per formar el Torneig Príncep Faysal bin Fahad per a clubs àrabs. Des de la temporada 2003/04 s'anomenà Lliga de Campions aràbiga (en àrab دوري أبطال العرب).

## Historial
Font:
| #                                                  | Temporada                   | Campió                      | Finalista                   | Resultat                    | Seu                         |
| Copa Àrab de Clubs Campions                        | Copa Àrab de Clubs Campions | Copa Àrab de Clubs Campions | Copa Àrab de Clubs Campions | Copa Àrab de Clubs Campions | Copa Àrab de Clubs Campions |
| -------------------------------------------------- | --------------------------- | --------------------------- | --------------------------- | --------------------------- | --------------------------- |
| 1                                                  | 1982                        | Al-Shorta Bagdad            | 2-0 / 2-2                   | Al-Nejmeh                   | Bagdad                      |
| 2                                                  | 1984                        | Al-Ittifaq Dammam           | Campionat                   | KAC de Kénitra              | Dammam                      |
| 3                                                  | 1985                        | Al-Rasheed SC               | Campionat                   | USM El Harrach              | Bagdad                      |
| 4                                                  | 1986                        | Al-Rasheed SC (2)           | Campionat                   | Espérance de Tunis          | Tunis                       |
| 5                                                  | 1987                        | Al-Rasheed SC (3)           | 2-1 (prò.)                  | Al-Ittihad Jeddah           | Riad                        |
| 6                                                  | 1988                        | Al-Ittifaq Dammam (2)       | 1-1                         | Club Africain               | Xarjah                      |
| 7                                                  | 1989                        | Wydad AC                    | 3-1                         | Al-Hilal Riad               | Marrakech                   |
| 8                                                  | 1992                        | Al-Shabab Riad              | 2-0 (prò.)                  | Al-Arabi Doha               | Doha                        |
| 9                                                  | 1993                        | Espérance de Tunis          | 3-0                         | Al-Muharraq                 | Tunis                       |
| 10                                                 | 1994                        | Al-Hilal Riad               | 0-0 (4-3 p)                 | Al-Ittihad Jeddah           | Riad                        |
| 11                                                 | 1995                        | Al-Hilal Riad (2)           | 1-0                         | Espérance de Tunis          | Riad                        |
| 12                                                 | 1996                        | Al Ahly SC                  | 3-1                         | Raja Casablanca             | El Caire                    |
| 13                                                 | 1997                        | Club Africain               | 2-1 (prò.)                  | Al Ahly SC                  | Tunis                       |
| 14                                                 | 1998                        | WA Tlemcen                  | 3-1                         | Al-Shabab Riad              | Jiddah                      |
| 15                                                 | 1999                        | Al-Shabab Riad              | 2-0                         | Al-Jaish                    | El Caire                    |
| 16                                                 | 2000                        | CS Sfaxien                  | 2-1 (prò.)                  | Al-Jaish                    | Jiddah                      |
| 17                                                 | 2001                        | Al Sadd                     | 3-1                         | Mouloudia Club d'Oran       | Doha                        |
| Torneig Príncep Faysal bin Fahad per a clubs àrabs |                             |                             |                             |                             |                             |
| 18                                                 | 2002                        | Al-Ahli Jeddah              | 1-0                         | Club Africain               | Jiddah                      |
| 19                                                 | 2003                        | Zamalek SC                  | 2-1                         | Al Kuwait Kaifan            | El Caire                    |
| Lliga de Campions aràbiga                          |                             |                             |                             |                             |                             |
| 20                                                 | 2003-04                     | CS Sfaxien (2)              | 0-0 (4-3 p)                 | Ismaily SC                  | Beirut                      |
| 21                                                 | 2004-05                     | Al-Ittihad Jeddah           | 2-1 / 2-0                   | CS Sfaxien                  | Anada i tornada             |
| 22                                                 | 2005-06                     | Raja Casablanca             | 2-1 / 1-0                   | ENPPI Club                  | Anada i tornada             |
| 23                                                 | 2006-07                     | ES Sétif                    | 1-1 / 1-0                   | Al-Faisaly Amman            | Anada i tornada             |
| 24                                                 | 2007-08                     | ES Sétif (2)                | 1-0 / 1-0                   | Wydad AC                    | Anada i tornada             |
| 25                                                 | 2008-09                     | Espérance de Tunis (2)      | 1-0 / 1-1                   | Wydad AC                    | Anada i tornada             |
| Copa de la UAFA                                    |                             |                             |                             |                             |                             |
| 26                                                 | 2012-13                     | USM Alger                   | 0-0 / 3-2                   | Al-Arabi Doha               | Anada i tornada             |
|                                                    | 2014                        | Edició anul·lada            | Edició anul·lada            | Edició anul·lada            | Edició anul·lada            |
| Campionat Àrab de Clubs                            |                             |                             |                             |                             |                             |
| 27                                                 | 2016-17                     | Espérance de Tunis (3)      | 3-2                         | Al-Faisaly Amman            | Alexandria                  |
| Copa de Campions Àrab de Clubs                     |                             |                             |                             |                             |                             |
| 28                                                 | 2018-19                     | ES Sahel (1)                | 2-1                         | Al-Hilal Riad               | Al Ain                      |
| 29                                                 | 2019-20                     | Raja Casablanca (2)         | 4–4 (4-3 p)                 | Al-Ittihad Jeddah           | Rabat                       |
| 30                                                 | 2023                        | Al-Nassr Riad               | 2–1 (prò.)                  | Al-Hilal Riad               | Taïf                        |